# Chris Penny
Christopher Gore "Chris" Penny (født 4. maj 1962 i Morristown, New Jersey, USA) er en amerikansk tidligere roer.
Penny var med i USA's otter, der vandt sølv ved OL 1984 i Los Angeles. Amerikanerne tabte knebent i finalen til Canada, der tog guldet, mens Australien fik bronze. Den øvrige besætning i amerikanernes båd var Andrew Sudduth, Chip Lubsen, John Terwilliger, Tom Darling, Fred Borchelt, Charles Clapp, Bruce Ibbetson og styrmand Bob Jaugstetter. Det var Pennys eneste OL.

## OL-medaljer
- 1984:  Sølv i otter